# كيلي رورباش
كيلي رورباش (بالإنجليزية: Kelly Rohrbach)‏ (ولدت في 21 يناير 1990) عارضة أزياء وممثلة أمريكي

## نشأتها
ولدت في مدينة نيويورك وترعرعت في غرينتش ، كونيتيكت. هي ابنة آن وكلاي رورباش. حضرت أكاديمية غرينتش. لعبت الجولف مع غرينتش وحصلت على منحة دراسية رياضية من جامعة جورج تاون للعب الجولف لفريق جورج تاون هوياس. تخرجت من جامعة جورجتاون عام 2012 بدرجة علمية في المسرح ، وسجلت في أكاديمية لندن للموسيقى والفنون المسرحية لمتابعة التمثيل.

## فيلموغرافيا
باي ووتش

## روابط خارجية
- كيلي رورباش على موقع IMDb (الإنجليزية)
- كيلي رورباش على موقع روتن توميتوز (الإنجليزية)
- كيلي رورباش على موقع ألو سيني (الفرنسية)
- كيلي رورباش على موقع قاعدة بيانات الفيلم (الإنجليزية)
- Kelly Rohrbach at guhoyas.com
- كيلي رورباش في موديلز.كوم
- Kelly Rohrbach at سبورتس اليستريتد سويم سووت ايشيوز